# Осек (Жарський повіт)
Осек (пол. Osiek, нім. Ossig) — село в Польщі, у гміні Любсько Жарського повіту Любуського воєводства.
Населення — 142 особи (2011).
У 1975-1998 роках село належало до Зеленогурського воєводства.

## Демографія
Демографічна структура станом на 31 березня 2011 року:
|          | Загалом | Допрацездатний вік | Працездатний вік | Постпрацездатний вік |
| -------- | ------- | ------------------ | ---------------- | -------------------- |
| Чоловіки | 79      | 21                 | 51               | 7                    |
| Жінки    | 63      | 11                 | 39               | 13                   |
| Разом    | 142     | 32                 | 90               | 20                   |